# Rafał Sznajder
Rafał Jerzy Sznajder (* 13. října 1972 Będzin, Polsko – 13. dubna 2014 Plovdiv, Bulharsko) byl polský sportovní šermíř, který se specializoval na šerm šavlí. Polsko reprezentoval v devadesátých letech a v prvních letech jednadvacátého století. Na olympijských hrách startoval v roce 1996, 2000 a 2004 v soutěži jednotlivců a družstev. V soutěži jednotlivců se na olympijských hrách 1996 probojoval do čtvrtfinále. V roce 1997 a 2001 obsadil třetí místo na mistrovství světa v soutěži jednotlivců. S polským družstvem šavlistů vybojoval v roce 1999 druhé místo na mistrovství světa a v roce 1998 první místo na mistrovství Evropy.